# حادثه ۲۰۱۸ قطار یایلان
حادثه ۲۰۱۸ قطار یایلان (انگلیسی: 2018 Yilan train derailment)، در ساعت ۱۶:۵۰ یکشنبه ۲۱ اکتبر در یایلان، تایوان اتفاق افتاد. در این حادثه قطار مسافربری از ریل خارج شد و باعث مرگ دست‌کم ۱۸ نفر و مجروح شدن بیش از ۱۷۸ نفر گردید.

## شرح
در بعد از ظهر یکشنبه ساعت ۱۶:۵۰ به وقت محلی یک قطار سریع‌السیر مسافربری حامل ۳۶۶ مسافر در شهر یایلان، شمال شرق تایوان از ریل خارج شد، در این حادثه دست‌کم ۱۸ نفر کشته و بیش از ۱۷۸ نفر زخمی شدند. ۸ واگن از ریل خارج شد و بخش‌های زیادی از ریل درهم پیچیده و به پنجره واگن‌ها برخورد کرده‌است و صندلی‌ها زیر و رو شده‌است. این قطار سریع‌السیر بین تایپه و شهر ساحلی تایتونگ در شرق تایوان در حرکت بود.

## واکنش‌ها
- تسای اینگ-ون، نخست‌وزیر تایوان همدردی خود را با قربانیان و خانواده‌شان اعلام کرد و آن را یک تراژدی بزرگ توصیف کرد.[۶]